# Protestantyzm na Samoa
Protestantyzm na Samoa jest dominującą tradycją religijną obejmującą większość populacji kraju. Według danych Pew Research Center z 2010 r. wyznawany jest przez 63,6% mieszkańców wysp. Żyje tam ok. 110 tysięcy protestantów różnych wyznań. Są to głównie: kongregacjonaliści (30,3%), metodyści (13,2%), zielonoświątkowcy (12,4%) i adwentyści dnia siódmego (4,0%). 
Na wyspie działają 23 Kościoły powiązane z protestanckim nurtem chrześcijaństwa. Do największych denominacji należą:
- Chrześcijański Kościół Kongregacjonalny Samoa – 52,3 tys. wiernych w 194 kościołach,
- Kościół Metodystyczny – 23,7 tys. wiernych w 98 zborach,
- Zbory Boże – denominacja zielonoświątkowa licząca 14,5 tys. wiernych w 54 zborach,
- Kościół Adwentystów Dnia Siódmego – 7,25 tys. wiernych w 30 zborach,
- Worship Centre – 2,8 tys. wiernych w 4 zborach,
- Samoański Kościół Pełnej Ewangelii – 2,2 tys. wiernych w 55 zborach,
- Kościół Kongregacjonalny Jezusa Chrystusa – 2,0 tys. wiernych w 10 zborach.